# Olhar de Longe
"Olhar de Longe" é um single do cantor Paulo Nazareth, vocalista da banda Crombie, em parceria com o cantor Marcos Almeida, lançado em outubro de 2016 nas plataformas digitais.
Escrita por Paulo, "Olhar de Longe" é uma música, segundo o cantor, que trata sobre tolerância e ponto de vista. "A percepção do mundo em diferentes dimensões, dependendo de nossa proximidade e/ou distanciamento. Sem dúvida, é necessário, saudável e proveitoso o exercício de ajustar o foco do olhar, a fim de que possamos compreender melhor o que está dentro, diante de nós e a o nosso redor".[carece de fontes?]
A faixa recebeu participações de vários instrumentistas como Toninho Zemuner, ex-integrante do Milad e o guitarrista Alexandre Magnani. Esteve em destaque na lista viral do Spotify, em seguida.[carece de fontes?]

## Faixas
1. "Olhar de Longe"

## Ficha técnica
- Paulo Nazareth - vocal, guitalele
- Marcos Almeida - vocal
- Toninho Zemuner - arranjo de cordas e programação
- Ivan Barreto - violão, vocal de apoio
- Jota Cohen - baixo
- Murillo Leme - teclado, captação
- Helysangela Rodrigues - vocal de apoio
- Alexandre Magnani - produção executiva
- Jody - captação
- Cuba - mixagem
- Jordan Macedo - masterização
- Natan Nakel - projeto gráfico